# Силицид железа
Силицид железа — бинарное неорганическое соединение
железа и кремния с формулой FeSi,
желтовато-серые кристаллы,
не растворяется в воде.

## Получение
- Сплавление стехиометрических количеств чистых веществ:

{\displaystyle {\mathsf {Fe+Si\ {\xrightarrow {1410^{o}C}}\ FeSi}}}

## Физические свойства
Силицид железа образует желтовато-серые кристаллы нескольких модификаций:
- ε-FeSi — кубической сингонии, пространственная группа P 21/3, параметры ячейки a = 0,44791 нм, Z = 4.

Не растворяется в воде.

## Применение
- Входит в состав ферросилиция.